# Assacènes
Les Assacènes ou Assakéniens, en sanskrit Açvaka (« gens du cheval »), sont une peuplade antique du Gandhara dans l'actuel Cachemire pakistanais. Ils ont été soumis par Alexandre le Grand en 326 av. J.-C.

## Histoire
Apparentés aux Sakas et aux Massagètes, comme l'indique le nom de leur capitale Massaga (actuel Chakdara) située dans la vallée du Svat, les Assacènes sont des montagnards qui pratiquent le pastoralisme. Étant non-indiens, ils sont communément appelés « barbares » par les auteurs antiques, dont Arrien dans l’Anabase. En plus de Massaga, ils possèdent plusieurs places fortes, tels Ora, Bazira et Aornos (actuel Pir Sar).
En 326 av. J.-C., les Assacènes, comme les peuples voisins des Aspasiens et des Gouraiens se soulèvent face à l'avancée d'Alexandre le Grand en route vers l'Inde. Sous le commandement d'Aphrikès (ou Afraka), ils rassemblent 30 000 fantassins, 2 000 chevaux et 30 éléphants de guerre. Alexandre charge Coénos de prendre Bazira tandis qu'il entreprend le difficile siège de leur capitale Massaga. Le chef des Assacènes est tué tandis qu'il est lui-même blessé. Il reçoit la soumission de la reine-mère Cléophis, réputée d'une grande beauté, dont il est dit qu'elle a eu un fils prénommé Alexandre, sans que l'on sache qui est le père. Cette histoire a inspiré à Jean Racine la pièce de théâtre, Alexandre le Grand.
Alexandre assiège ensuite Aornos, réputé inexpugnable, que même Héraclès n'a pas pu prendre. Après la prise d'Aornos et le massacre de nombreux Assacènes, il confie la région du Gandhara au satrape Nicanor, mais celui-ci trouve rapidement la mort après un soulèvement des Assacènes.